# Šop premic
Šòp prémic v geometriji tvorijo tri ali več premic, ki se sekajo v isti točki. Premice so v šopu konkuréntne.
V trikotniku tvorijo šop premic štiri osnovne daljice: višine, kotne simetrale, težiščnice in simetrale stranic:
- višine so pravokotnice iz oglišč na nasprotno stranico. Višine se sekajo v višinski točki trikotnika, oziroma v ortocentru.
- simetrale notranjih kotov se sekajo v središču trikotniku včrtanega kroga.
- težiščnice povezujejo oglišča trikotnika in razpolovišča nasprotnih stranic. Sekajo se v težišču trikotnika (centroidu).
- simetrale stranic so pravokotnice iz razpolovišč vsake stranice. Sekajo se v središču trikotniku očrtanega kroga.

Središče očrtanega kroga, višinska točka in težišče trikotnika ležijo na Eulerjevi premici.